# Estação Ecológica Municipal Veredas de Taquarussu
A Estação Ecológica Municipal Veredas de Taquarussu é uma área de proteção ambiental no município de Taquarussu, Mato Grosso do Sul
Com 3.065 hectares, a Estação Ecológica Municipal Veredas de Taquarussu foi criada pelo Decreto Municipal  nº 038/2017 de 24 de Março de 2017 com o objetivo proteger os remanescentes de veredas incrustados num ecótono de cerrado, mata atlântica e pantanal, uma das áreas mais importantes da Área de Proteção Ambiental das Ilhas e Várzeas do Rio Paraná. 
A estação ecológica municipal foi criada sobre as áreas embargadas na Operação Veredas após moção do Conselho Gestor da Área de Proteção Ambiental das Ilhas e Várzeas do Rio Paraná diante do avançado processo de destruição daquele ecossistema.